# Saussay (Eure-et-Loir)
Saussay – miejscowość i gmina we Francji, w Regionie Centralnym, w departamencie Eure-et-Loir.
Według danych na rok 1990 gminę zamieszkiwało 900 osób, a gęstość zaludnienia wynosiła 196 osób/km² (wśród 1842 gmin Regionu Centralnego Saussay plasuje się na 443. miejscu pod względem liczby ludności, natomiast pod względem powierzchni na miejscu 1375.).